# Liste der Australian-Open-Sieger (Dameneinzel)
Diese Liste enthält alle Finalistinnen im Dameneinzel bei den Australasian Championships (bis 1926), den Australian Championships (bis 1968) und den Australian Open. Margaret Court ist mit elf Titeln Rekordsiegerin (1960–1966, 1969–1971, 1973). In der Open Era erreichte Serena Williams sieben Siege (2003, 2005, 2007, 2009, 2010, 2015, 2017).
| Jahr                | Siegerin                                                   | Finalgegnerin                                              | Ergebnis                                                   |
| ------------------- | ---------------------------------------------------------- | ---------------------------------------------------------- | ---------------------------------------------------------- |
| 1922                | Margaret Molesworth                                        | Esna Boyd                                                  | 6:3, 10:8                                                  |
| 1923                | Margaret Molesworth                                        | Esna Boyd                                                  | 6:1, 7:5                                                   |
| 1924                | Sylvia Lance                                               | Esna Boyd                                                  | 6:3, 3:6, 8:6                                              |
| 1925                | Daphne Akhurst                                             | Esna Boyd                                                  | 1:6, 8:6, 6:4                                              |
| 1926                | Daphne Akhurst                                             | Esna Boyd                                                  | 6:1, 6:3                                                   |
| 1927                | Esna Boyd                                                  | Sylvia Harper                                              | 5:7, 6:1, 6:2                                              |
| 1928                | Daphne Akhurst                                             | Esna Boyd                                                  | 7:5, 6:2                                                   |
| 1929                | Daphne Akhurst                                             | Louise Bickerton                                           | 6:1, 5:7, 6:2                                              |
| 1930                | Daphne Akhurst                                             | Sylvia Harper                                              | 10:8, 2:6, 7:5                                             |
| 1931                | Coral Buttsworth                                           | Marjorie Crawford                                          | 1:6, 6:3, 6:4                                              |
| 1932                | Coral Buttsworth                                           | Kathrine Le Mesurier                                       | 9:7, 6:4                                                   |
| 1933                | Joan Hartigan                                              | Coral Buttsworth                                           | 6:4, 6:3                                                   |
| 1934                | Joan Hartigan                                              | Margaret Molesworth                                        | 6:1, 6:4                                                   |
| 1935                | Dorothy Round                                              | Nancy Lyle                                                 | 1:6, 6:1, 6:3                                              |
| 1936                | Joan Hartigan                                              | Nancye Wynne                                               | 6:4, 6:4                                                   |
| 1937                | Nancye Wynne                                               | Emily Westacott                                            | 6:3, 5:7, 6:4                                              |
| 1938                | Dorothy Bundy                                              | Dorothy Stevenson                                          | 6:3, 6:2                                                   |
| 1939                | Emily Westacott                                            | Nell Hopman                                                | 6:1, 6:2                                                   |
| 1940                | Nancye Wynne                                               | Thelma Coyne                                               | 5:7, 6:4, 6:0                                              |
| 1941–1945           | ausgefallen (Zweiter Weltkrieg)                            | ausgefallen (Zweiter Weltkrieg)                            | ausgefallen (Zweiter Weltkrieg)                            |
| 1946                | Nancye Bolton                                              | Joyce Fitch                                                | 6:4, 6:4                                                   |
| 1947                | Nancye Bolton                                              | Nell Hopman                                                | 6:3, 6:2                                                   |
| 1948                | Nancye Bolton                                              | Marie Toomey                                               | 6:3, 6:1                                                   |
| 1949                | Doris Hart                                                 | Nancye Bolton                                              | 6:3, 6:4                                                   |
| 1950                | Louise Brough                                              | Doris Hart                                                 | 6:4, 3:6, 6:4                                              |
| 1951                | Nancye Bolton                                              | Thelma Long                                                | 6:1, 7:5                                                   |
| 1952                | Thelma Long                                                | Helen Angwin                                               | 6:2, 6:3                                                   |
| 1953                | Maureen Connolly                                           | Julie Sampson                                              | 6:3, 6:2                                                   |
| 1954                | Thelma Long                                                | Jenny Staley                                               | 6:3, 6:4                                                   |
| 1955                | Beryl Penrose                                              | Thelma Long                                                | 6:4, 6:3                                                   |
| 1956                | Mary Carter                                                | Thelma Long                                                | 3:6, 6:2, 9:7                                              |
| 1957                | Shirley Fry                                                | Althea Gibson                                              | 6:3, 6:4                                                   |
| 1958                | Angela Mortimer                                            | Lorraine Coghlan                                           | 6:3, 6:4                                                   |
| 1959                | Mary Reitano                                               | Renée Schuurman                                            | 6:2, 6:3                                                   |
| 1960                | Margaret Smith                                             | Jan Lehane                                                 | 7:5, 6:2                                                   |
| 1961                | Margaret Smith                                             | Jan Lehane                                                 | 6:1, 6:4                                                   |
| 1962                | Margaret Smith                                             | Jan Lehane                                                 | 6:0, 6:2                                                   |
| 1963                | Margaret Smith                                             | Jan Lehane                                                 | 6:2, 6:2                                                   |
| 1964                | Margaret Smith                                             | Lesley Turner                                              | 6:3, 6:2                                                   |
| 1965                | Margaret Smith                                             | Maria Bueno                                                | 5:7, 6:4, 5:2 Aufgabe                                      |
| 1966                | Margaret Smith                                             | Nancy Richey                                               | kampflos                                                   |
| 1967                | Nancy Richey                                               | Lesley Turner                                              | 6:1, 6:4                                                   |
| 1968                | Billie Jean King                                           | Margaret Court                                             | 6:1, 6:2                                                   |
| Beginn der Open-Ära |                                                            |                                                            |                                                            |
| 1969                | Margaret Court                                             | Billie Jean King                                           | 6:4, 6:1                                                   |
| 1970                | Margaret Court                                             | Kerry Melville                                             | 6:1, 6:3                                                   |
| 1971                | Margaret Court                                             | Evonne Goolagong                                           | 2:6, 7:6, 7:5                                              |
| 1972                | Virginia Wade                                              | Evonne Goolagong                                           | 6:4, 6:4                                                   |
| 1973                | Margaret Court                                             | Evonne Goolagong                                           | 6:4, 7:5                                                   |
| 1974                | Evonne Goolagong                                           | Chris Evert                                                | 7:6, 4:6, 6:0                                              |
| 1975                | Evonne Goolagong                                           | Martina Navrátilová                                        | 6:3, 6:2                                                   |
| 1976                | Evonne Cawley                                              | Renáta Tomanová                                            | 6:2, 6:2                                                   |
| 1977 (Januar)       | Kerry Reid                                                 | Dianne Fromholtz                                           | 7:5, 6:2                                                   |
| 1977 (Dezember)     | Evonne Cawley                                              | Helen Cawley                                               | 6:3, 6:0                                                   |
| 1978                | Christine O’Neil                                           | Betsy Nagelsen                                             | 6:3, 7:6                                                   |
| 1979                | Barbara Jordan                                             | Sharon Walsh                                               | 6:3, 6:3                                                   |
| 1980                | Hana Mandlíková                                            | Wendy Turnbull                                             | 6:0, 7:5                                                   |
| 1981                | Martina Navratilova                                        | Chris Evert-Lloyd                                          | 6:7, 6:4, 7:5                                              |
| 1982                | Chris Evert-Lloyd                                          | Martina Navratilova                                        | 6:3, 2:6, 6:3                                              |
| 1983                | Martina Navratilova                                        | Kathy Jordan                                               | 6:2, 7:6                                                   |
| 1984                | Chris Evert-Lloyd                                          | Helena Suková                                              | 6:7, 6:1, 6:3                                              |
| 1985                | Martina Navratilova                                        | Chris Evert-Lloyd                                          | 6:2, 4:6, 6:2                                              |
| 1986                | Kein Turnier (Umstellung auf den Austragungstermin Januar) | Kein Turnier (Umstellung auf den Austragungstermin Januar) | Kein Turnier (Umstellung auf den Austragungstermin Januar) |
| 1987                | Hana Mandlíková                                            | Martina Navratilova                                        | 7:5, 7:61                                                  |
| 1988                | Steffi Graf                                                | Chris Evert                                                | 6:1, 7:63                                                  |
| 1989                | Steffi Graf                                                | Helena Suková                                              | 6:4, 6:4                                                   |
| 1990                | Steffi Graf                                                | Mary Joe Fernández                                         | 6:3, 6:4                                                   |
| 1991                | Monica Seles                                               | Jana Novotná                                               | 5:7, 6:3, 6:1                                              |
| 1992                | Monica Seles                                               | Mary Joe Fernández                                         | 6:2, 6:3                                                   |
| 1993                | Monica Seles                                               | Steffi Graf                                                | 4:6, 6:3, 6:2                                              |
| 1994                | Steffi Graf                                                | Arantxa Sánchez Vicario                                    | 6:0, 6:2                                                   |
| 1995                | Mary Pierce                                                | Arantxa Sánchez Vicario                                    | 6:3, 6:2                                                   |
| 1996                | Monica Seles                                               | Anke Huber                                                 | 6:4, 6:1                                                   |
| 1997                | Martina Hingis                                             | Mary Pierce                                                | 6:2, 6:2                                                   |
| 1998                | Martina Hingis                                             | Conchita Martínez                                          | 6:3, 6:3                                                   |
| 1999                | Martina Hingis                                             | Amélie Mauresmo                                            | 6:2, 6:3                                                   |
| 2000                | Lindsay Davenport                                          | Martina Hingis                                             | 6:1, 7:5                                                   |
| 2001                | Jennifer Capriati                                          | Martina Hingis                                             | 6:4, 6:3                                                   |
| 2002                | Jennifer Capriati                                          | Martina Hingis                                             | 4:6, 7:67, 6:2                                             |
| 2003                | Serena Williams                                            | Venus Williams                                             | 7:64, 3:6, 6:4                                             |
| 2004                | Justine Henin-Hardenne                                     | Kim Clijsters                                              | 6:3, 4:6, 6:3                                              |
| 2005                | Serena Williams                                            | Lindsay Davenport                                          | 2:6, 6:3, 6:0                                              |
| 2006                | Amélie Mauresmo                                            | Justine Henin-Hardenne                                     | 6:1, 2:0 Aufgabe                                           |
| 2007                | Serena Williams                                            | Marija Scharapowa                                          | 6:1, 6:2                                                   |
| 2008                | Marija Scharapowa                                          | Ana Ivanović                                               | 7:5, 6:3                                                   |
| 2009                | Serena Williams                                            | Dinara Safina                                              | 6:0, 6:3                                                   |
| 2010                | Serena Williams                                            | Justine Henin                                              | 6:4, 3:6, 6:2                                              |
| 2011                | Kim Clijsters                                              | Li Na                                                      | 3:6, 6:3, 6:3                                              |
| 2012                | Wiktoryja Asaranka                                         | Marija Scharapowa                                          | 6:3, 6:0                                                   |
| 2013                | Wiktoryja Asaranka                                         | Li Na                                                      | 4:6, 6:4, 6:3                                              |
| 2014                | Li Na                                                      | Dominika Cibulková                                         | 7:63, 6:0                                                  |
| 2015                | Serena Williams                                            | Marija Scharapowa                                          | 6:3, 7:65                                                  |
| 2016                | Angelique Kerber                                           | Serena Williams                                            | 6:4, 3:6, 6:4                                              |
| 2017                | Serena Williams                                            | Venus Williams                                             | 6:4, 6:4                                                   |
| 2018                | Caroline Wozniacki                                         | Simona Halep                                               | 7:62, 3:6, 6:4                                             |
| 2019                | Naomi Ōsaka                                                | Petra Kvitová                                              | 7:62, 5:7, 6:4                                             |
| 2020                | Sofia Kenin                                                | Garbiñe Muguruza                                           | 4:6, 6:2, 6:2                                              |
| 2021                | Naomi Ōsaka                                                | Jennifer Brady                                             | 6:4, 6:3                                                   |
| 2022                | Ashleigh Barty                                             | Danielle Collins                                           | 6:3, 7:62                                                  |
| 2023                | Aryna Sabalenka                                            | Jelena Rybakina                                            | 4:6, 6:3, 6:4                                              |
| 2024                | Aryna Sabalenka                                            | Zheng Qinwen                                               | 6:3, 6:2                                                   |
| 2025                | Madison Keys                                               | Aryna Sabalenka                                            | 6:3, 2:6, 7:5                                              |

## Mehrfache Siegerinnen in der Open Era
| Siegerin                | Anzahl Siege | Jahre                                    |
| ----------------------- | ------------ | ---------------------------------------- |
| Serena Williams         | 7            | 2003, 2005, 2007, 2009, 2010, 2015, 2017 |
| Margaret Court          | 4            | 1969–1971, 1973                          |
| Evonne Goolagong Cawley | 4            | 1974–1976, 1977 (Dez.)                   |
| Steffi Graf             | 4            | 1988–1990, 1994                          |
| / Monica Seles          | 4            | 1991–1993, 1996                          |
| Martina Hingis          | 3            | 1997–1999                                |
| Martina Navratilova     | 3            | 1981, 1983, 1985                         |
| Wiktoryja Asaranka      | 2            | 2012, 2013                               |
| Jennifer Capriati       | 2            | 2001, 2002                               |
| Chris Evert             | 2            | 1982, 1984                               |
| Hana Mandlíková         | 2            | 1980, 1987                               |
| Naomi Ōsaka             | 2            | 2019, 2021                               |
| Aryna Sabalenka         | 2            | 2023, 2024                               |